# Liaoning
 Liaoning (?·pàg.) (xinès tradicional: 遼寧, xinès simplificat: 辽宁, pinyin: Liáoníng) és una província del nord-est de la república Popular de la Xina. La seva abreviació és Liao (辽 pinyin: liào).
"Liào" és un antic nom per a la regió, que fou adoptat durant la dinastia Liao (Imperi Khitan) qui governà aquesta àrea entre el 907 i el 1125. "Níng" vol dir "pacífic". La província moderna fou establerta el 1907 com a província Fengtian (奉天 pinyin: Fèngtiān; Postal System Pinyin: Fengtien) i el nom fou canviat a Liaoning el 1929. Sota el règim de l'estat titella japonès de Manxukuo, la província recobrà el seu antic nom, i el de Liaoning fou restaurat el 1945.
Liaoning es troba a la part meridional del nord-est de la Xina. Liaoning limita amb el mar Groc (badia de Corea) i el golf de Bohai al sud, Corea del Nord al sud-est, Jilin al nord-est, Hebei a l'oest, i Mongòlia Interior al nord-oest.
El riu Yalu marca la frontera entre Corea del Nord i les províncies xineses de Jilin i Liaoning. Desemboca a la badia de Corea entre Dandong (Liaoning) i Sinŭiju (Corea del Nord).

## Geografia
Liaoning està dividida en tres regions geogràfiques: les terres altes de l'oest, les planes de la zona central i les muntanyes de l'est. A les terres altes de l'oest es troben les muntanyes Nulu'erhu, que més o menys segueixen la frontera entre Liaoning i Mongòlia Interior. Tota la regió està dominada per pujols baixos. A la zona central es troben les conques dels rius Liao, Daliao i els seus afluents. La zona és principalment plana i d'escassa altitud. La zona oriental està dominada per les cadenes muntanyenques de Changbai i Qian, que s'estenen fins al mar per formar la península de Liaodong. El punt més alt de la província, el Mont Huabozi (1.336 metres) es troba en aquesta zona. El clima és continental monzònic i la mitjana anual de precipitacions oscil·la entre els 440 i els 1.130 mm. L'estiu és plujós i la resta de l'any és sec.

## Divisió administrativa
Liaoning es divideix en 14 prefectures:
- Shenyang (沈阳市 : Shěnyàng shì)
- Dalian (大连市 : Dàliàn shì)
- Anshan (鞍山市 : Ānshān shì)
- Fushun (抚顺市 : Fǔshùn shì)
- Benxi (本溪市 : Běnxī shì)
- Dandong (丹东市 : Dāndōng shì)
- Jinzhou (锦州市 : Jǐnzhōu shì)
- Huludao (葫芦岛市 : Húludǎo shì)
- Yingkou (营口市 : Yíngkǒu shì)
- Panjin (盘锦市 : Pànjǐn shì)
- Fuxin (阜新市 : Fùxīn shì)
- Liaoyang (辽阳市 : Liàoyáng shì)
- Tieling (铁岭市 : Tiělǐng shì)
- Chaoyang (朝阳市 : Chàoyàng shì)

## Demografia
La població de Liaoning és majoritàriament xinesa amb minories de manxú, mongols, ètnia hui, coreans i xibe.
| Grups ètnics a Liaoning, cens del 2000 | Grups ètnics a Liaoning, cens del 2000 | Grups ètnics a Liaoning, cens del 2000 |
| Nacionalitat                           | Població                               | Percentatge                            |
| -------------------------------------- | -------------------------------------- | -------------------------------------- |
| Xinesos han                            | 35.105.991                             | 83,94%                                 |
| Manxú                                  | 5.385.287                              | 12,88%                                 |
| Mongol                                 | 669.972                                | 1,60%                                  |
| ètnia hui                              | 264.407                                | 0,632%                                 |
| Coreans                                | 241.052                                | 0,576%                                 |
| Xibe                                   | 132.615                                | 0,317%                                 |

Exclosos membres de l'exèrcit.

## Història
Les dinasties Qin i Han ja van governar a la província de Liaoning, encara que més tard el govern de la regió va passar a les mans d'altres pobles com els xianbei, els goguryeo, els kitàn o els jurchen. Durant el segle xvii, els manxú van establir el seu capital a Shenyang abans de conquistar la resta de la Xina i establir la dinastia Qing el 1644. A la segona meitat del segle el govern imperial va reclutar emigrants de Shandong per a colonitzar la regió, escassament poblada. Molts dels actuals habitants de Liaoning són descendents d'aquells colons. Durant la resta de l'etapa manxú, Manxúria va estar governada per tres generals, un dels quals, el general de Shengjing, ho feia sobre la major part de la moderna Liaoning.
El 1860, el govern manxú va reobrir la província a les migracions. El resultat fou que els Han es van convertir en l'ètnia dominant a la regió. Al segle xx la província de Fengtian va ser establerta al territori que actualment és Liaoning. Durant la Guerra russo-japonesa de 1904-1905 moltes batalles clau van tenir lloc a Liaoning. Durant l'era dels senyors de la guerra, a principis del segle xx, la província va ser dominada per la Camarilla de Fengtian, incloent Zhang Zuolin i al seu fill Zhang Xueliang. El 1931, el Japó va envair la província, que va romandre sota control japonès durant el període de l'estat de Manxukuo. Les tropes japoneses es van retirar de Liaoning el 1945. Les primeres grans batalles de la Guerra Civil Xinesa (Campanya de Liaoshen) van succeir a Liaoning i els seus voltants.
Llista parcial de governadors provincials:
- Chen Puru (1980-1983)
- Quan Shuren (1983-1986)
- Li Changchun (1986-1990)
- Yue Qifeng (1990-1994)
- Wen Shizhen (1994-1998)
- Zhang Guoguang (1998-2001)
- Bo Xilai (2001-2004)
- Zhang Wenyue (des de 2004)